# Yoriko Kawaguchi
Pour les articles homonymes, voir Kawaguchi (homonymie).
Yoriko Kawaguchi (川口 順子, Kawaguchi Yoriko), née le 14 janvier 1941 à Tokyo, est une femme politique japonaise, représentant le Parti libéral-démocrate à la Chambre des conseillers. 
Diplômée de l'université de Tokyo en relations internationales et de l'université Yale en économie, Kawaguchi commence une carrière de femme d'affaires. Bien qu'issue du secteur privé, elle est nommée par Yoshirō Mori à la tête du nouveau ministère de l'Environnement entre 2001 et 2002, qui succède à l'Agence gouvernementale pour l'environnement. En 2002, elle devient ministre des Affaires étrangères dans le gouvernement Koizumi I, avant d'entrer à la Chambre des conseillers en 2005, représentant la préfecture de Kanagawa pour le PLD. 
Après sa retraite politique en 2013, elle continue son travail universitaire dans plusieurs instituts au Japon.

## Jeunesse, études et carrière pré-électorale
Yoriko Kawaguchi naît le 14 janvier 1941 à Tokyo. Elle effectue ses études supérieures tout d'abord au département des Arts libéraux de l'université de Tokyo, avant de réaliser un master d'économie à l'université de Yale, aux États-Unis, puis continue ses études avec un doctorat en économie.
Elle rejoint ensuite en 1965 le ministère du Commerce et de l'Industrie japonais en tant que bureaucrate, devenant directrice du département de coordination économique. Yoriko Kawaguchi quitte le ministère en 1993, pour devenir la directrice générale du groupe Suntory, étant la première femme à occuper ce poste,.

## Carrière électorale

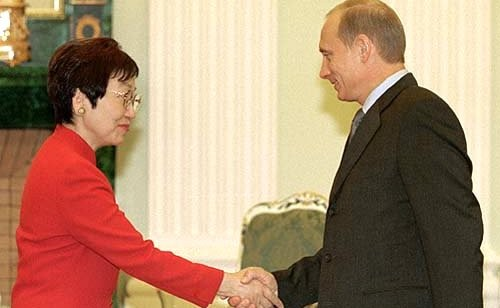
Yoriko Kawaguchi et le président russe Vladimir Poutine, lors d'une rencontre officielle en 2002.

Elle rejoint en 2000 le gouvernement Mori II, alors qu'issue du secteur privé, au poste de directrice de l'Agence pour l'environnement, ancêtre de l'actuel ministère de l'Environnement japonais. En 2001, à la suite d'une réorganisation des agences gouvernementales et des structures du Cabinet du Japon, elle prend la tête du nouvellement formé ministère de l'Environnement, devenant la toute première ministre de l'Environnement du Japon. Elle conserve son poste dans le gouvernement Koizumi I, avant de prendre la tête du ministère des Affaires étrangères japonais, après la mise à l'écart de Makiko Tanaka,, devenant la deuxième femme à prendre la tête de ce ministère. Elle conserve son poste lors du remaniement conduisant au gouvernement Koizumi II, en 2003. Durant son mandat, elle se retrouve confrontée à plusieurs incidents, notamment plusieurs contentieux autour des îles Liancourt. Elle œuvre aussi à ce poste pour rôle plus important du Japon au sein des Nations Unies.
Elle ne conserve pas son poste après le remaniement ministériel de 2004, mais est nommée comme conseillère spéciale du Premier ministre pour les Affaires étrangères, jusqu'en 2005. Elle se présente lors d'une élection partielle à la Chambre des conseillers en 2005, dans la préfecture de Kanagawa, soutenue par le Parti libéral-démocrate, et est élue à la suite de ce scrutin.
Réélue en 2007 lors de l'élection à la Chambre des conseillers de la même année (en), elle prend par la suite la présidence de la commission de l'environnement de la Chambre. Elle est démise de ses fonctions lors d'un vote exceptionnel en 2013 à la Diète, à la suite d'une polémique entourant un voyage en Chine prolongé,. Elle se retire de la vie politique japonaise la même année.

## Retraite et carrière post-électorale

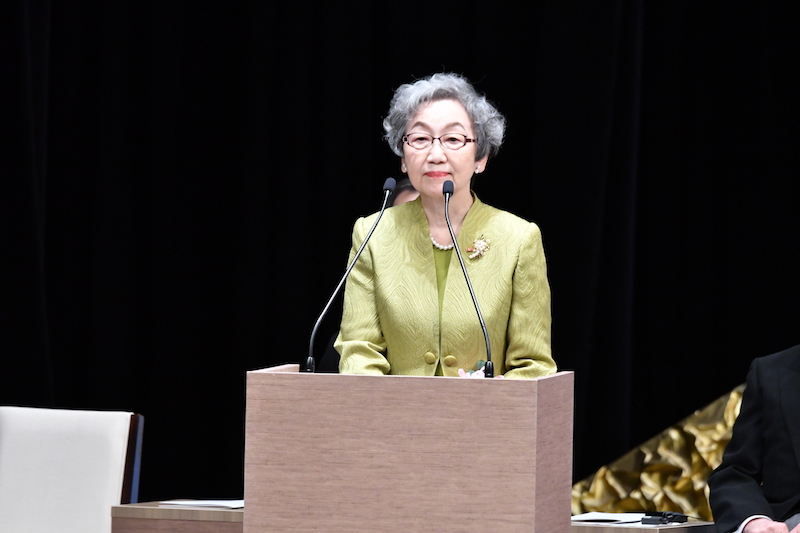
Yoriko Kawaguchi en 2019, lors d'une cérémonie en l'honneur de l'empereur Akihito.

Après sa retraite politique, Yoriko Kawaguchi reçoit le Grand cordon du Soleil Levant, une haute distinction honorifique japonaise.
Elle retourne au monde universitaire après sa carrière politique, avec un poste permanent à l'université Meiji à Tokyo, mais également dans le monde associatif, notamment environnemental, occupant notamment un poste élevé au sein de l'ONG Global Ocean Commission (en), qui cherche à sensibiliser autour des différentes menaces rencontrées par les différents océans.

## Prises de positions
Yoriko Kawaguchi s'implique dans la lutte contre les discriminations faites aux femmes, et regrette notamment d'être la seule femme ministre des Affaires étrangères parmi les pays du G20 lors de sa nomination en 2002.

## Controverses
En avril 2013, alors présidente de la commission de l'environnement de la Chambre des conseillers du Japon, elle effectue une visite officielle en Chine ; elle demande une extension de séjour pour rencontrer Yang Jiechi, alors ministre des Affaires étrangères chinois. Si le comité exécutif de la Diète refuse, elle décide de rester malgré tout, prétextant un intérêt national, dans une tentative d'apaisement des relations sino-japonaises, notamment dans un contexte tendu autour du contentieux des îles Senkaku. Bien que soutenue par la majorité de son parti, un vote mené par l'opposition, qui lui reproche d'avoir enfreint le règlement du parlement japonais, conduit à son éviction de la présidence de la commission sur l'environnement. Sa mise à pied est critiquée par l'opinion publique, qui félicitait l'initiative de Yoriko Kawaguchi dans une tentative d'apaisement de relations bilatérales sino-japonaises.

## Vie privée
Yoriko Kawaguchi est mariée, et a deux enfants.